# Scudo sagomato

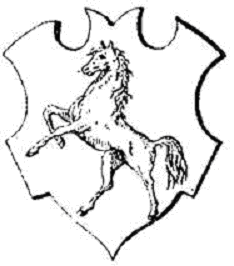
Un'illustrazione di uno scudo sagomato tratta dal Vocabolario araldico ufficiale di Antonio Manno

Sagomato è un termine utilizzato in araldica per indicare lo scudo coi lembi a frastagli mistilinei.
Non esiste un tipo unico di scudo sagomato, ma la definizione si riferisce a un insieme di forme diverse, che hanno avuto differente diffusione in varie epoche.
Di particolare pregio estetico è uno scudo tipico del XVII secolo durante l'epoca del Barocco. Nella definizione di scudo sagomato può essere incluso lo scudo a tacca.
Si caratterizza da una forma allungata con la presenza di curve o anse semicircolari nel lato maggiore.

## Monete
Papa Clemente X espose uno scudo sagomato nella moneta aurea da uno scudo coniata nel 1675.
Casa Savoia espose uno scudo sagomato in più monete, soprattutto nel XVIII secolo: ad esempio nella moneta aurea da 4 doppie coniata dalla zecca di Torino sotto Vittorio Amedeo II nel 1722 e nella monetazione in argento e in oro di Carlo Emanuele III.

## Traduzioni
- Francese: chantourné, contourné